# Маргарет Гарвуд
Маргарет Гарвуд (19 березня 1885, Літтлтон — 6 лютого 1979, Бостон) — американська астроном і перша жінка-директор обсерваторії Марії Мітчелл в Нантакеті, штат Массачусетс, яка спеціалізувалася на фотометрії.

## Дитинство та освіта
Маргарет Гарвуд народилася в 1885 році в місті Літтлтон, штат Массачусетс. Вона була однією з дев'яти дітей Герберта Джозефа Гарвуда та Емелі Августи Грін. Навчалася в коледжі Редкліфф і закінчила його в 1907 році, була членом Фі Бета Каппа. У 1916 році Маргарет отримала AM з Каліфорнійського університету.

## Кар'єра
Після закінчення коледжу працювала в Гарвардській обсерваторії, також викладала в приватних школах у Бостоні, Кембриджі та Дедхемі. У 1912 році вона була нагороджена астрономічною стипендією обсерваторії Нантакет Марії Мітчелл, невеличкої обсерваторії, побудованої як пам'ятник першій жінці-астроному в Америці. У 1916 році Гарвуд була призначена директором обсерваторії, зрештою вийшла у відставку в 1957 році. Її спеціальним полем діяльності була фотометрія, вимірювання варіацій у світлі зірок і астероїдів, особливо на малій планеті Ерос. Член Американського астрономічного товариства і член Королівського астрономічного товариства. Міс Гарвуд спілкувалася з іншими астрономами і багато подорожувала Європою та США. Маргарет Гарвуд працювала на добровільній основі для лікарні Нантакет, котеджу школи Нантакет і Червоного Хреста Нантакет. Деякі інші помітні речі, які вона зробила, включають викладання в Массачусетський технологічний інститут під час Другої світової війни, наставництво студентів, а також наглядання ха лікарнею коледжу Нантакет.

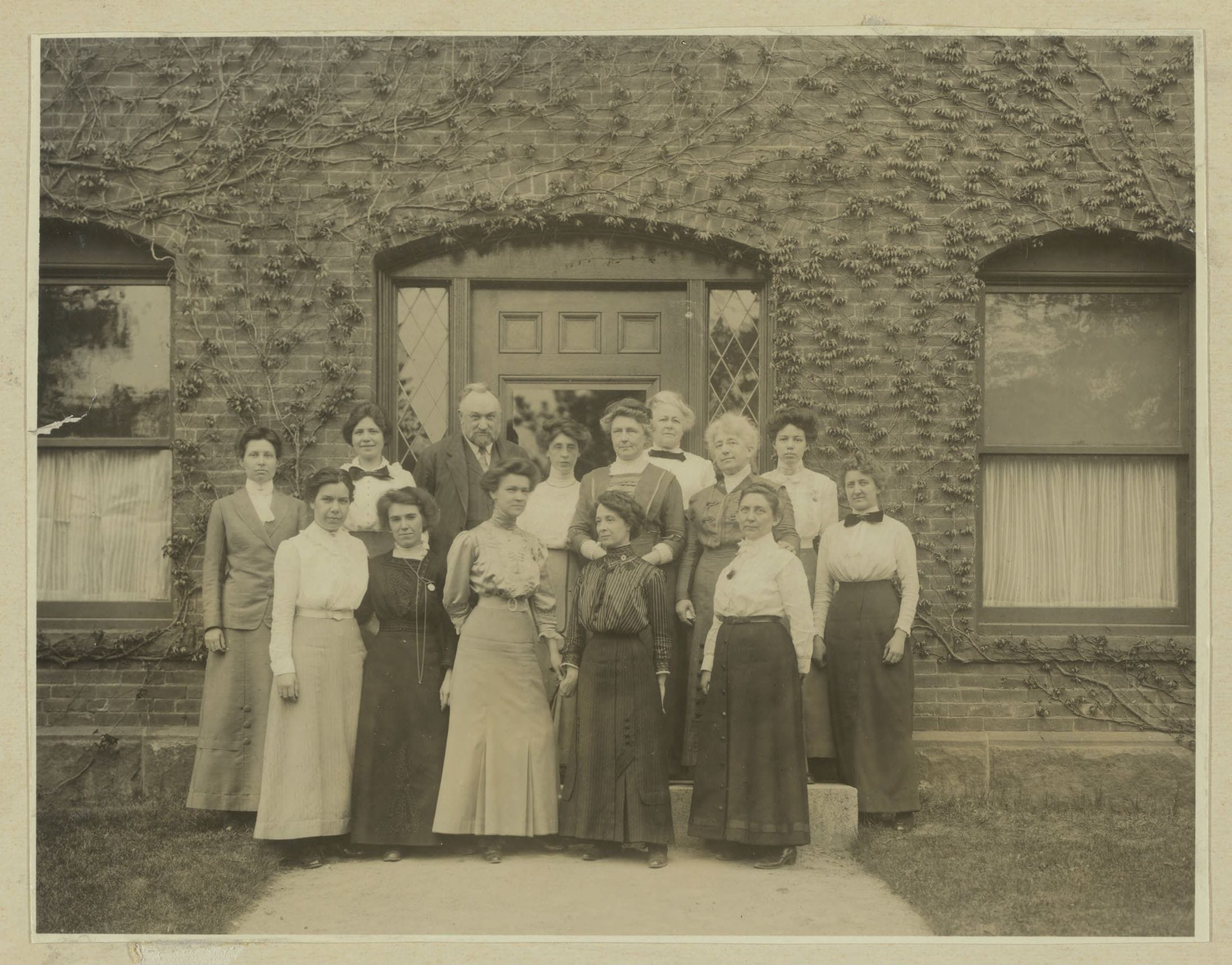
Фотографія Harvard Computers — Маргарет Гарвуд вглиб фото зліва, задній ряд.

## Досягнення
Її відкриття астероїда 886 Вашингтонія було скасовано за чотири дні до його офіційного визнання. У той час наставники Гарварду вважали недоцільним, щоб жінки отримали громадське визнання цих відкриттів.
Маргарет була першою жінкою, яка отримала доступ до обсерваторії Маунт-Вілсон, яка була найбільшою в світі обсерваторією того часу.
У вересні 1960 року наукове тріо Корнеліса Йоханнеса ван Хаутена, Інгрід ван Хутен-Грюневельд і Тома Герельса відкрили астероїд і назвали його на честь Гарвуд. 7040 Гарвуд (2642 PL) розташований у головному поясі астероїдів між Марсом і Юпітером.

## Смерть
Маргарет Гарвуд померла у 1979 р. й похована на цвинтарі Вестлаун у Літтлтоні.

## Відзнаки
Гарвуд була першою жінкою, яка отримала звання почесного доктора філософії в Оксфордському університеті. У 1962 році вона отримала нагороду Енні Дж. Кеннон в астрономії, а пізніше — астрономічну стипендію асоціації Нантакет Марії Мітчелл.

## Подальше читання
- Jane Lancaster (2004). Making Time: Lillian Moller Gilbreth, A Life Beyond "Cheaper by the Dozen". ISBN 9781555536121. Процитовано 10 вересня 2012.  Jane Lancaster (2004). Making Time: Lillian Moller Gilbreth, A Life Beyond "Cheaper by the Dozen". ISBN 9781555536121. Процитовано 10 вересня 2012.  Jane Lancaster (2004). Making Time: Lillian Moller Gilbreth, A Life Beyond "Cheaper by the Dozen". ISBN 9781555536121. Процитовано 10 вересня 2012.
- Sweeper in the Sky: The Life of Maria Mitchell, First Woman Astronomer in America. Nantucket Maria Mitchell Association. 1959.
- A Scientific utpost: The First Half Century of the Nantucket Maria Mitchell Association. Nantucket Maria Mitchell Association. 1968.
- Shearer, Benjamin F.; Shearer, Barbara S. (1997). Notable Women in the Physical Sciences: A Biographical Dictionary. Westport, CT: Greenwood Press. с. 176–178. ISBN 978-0-313-29303-0.  Shearer, Benjamin F.; Shearer, Barbara S. (1997). Notable Women in the Physical Sciences: A Biographical Dictionary. Westport, CT: Greenwood Press. с. 176–178. ISBN 978-0-313-29303-0.  Shearer, Benjamin F.; Shearer, Barbara S. (1997). Notable Women in the Physical Sciences: A Biographical Dictionary. Westport, CT: Greenwood Press. с. 176–178. ISBN 978-0-313-29303-0.